# NNAG

NNAG (Група НАТО з питань озброєнь військово-морських сил, англ. NATO Navy  Armaments Group) — одна з основних груп у складі CNAD (Конференція національних директорів озброєнь).
Місією NNAG є сприяння багатонаціональному співробітництву держав-членів НАТО та країн-партнерів щодо забезпечення взаємосумісності озброєнь військово-морських сил в інтересах підвищення ефективності сил НАТО в усьому спектрі поточних та майбутніх операцій Альянсу.
NNAG взаємодіє з іншими основними групами CNAD, бере участь у процесі оборонного планування НАТО (NDPP).
Пленарні засідання NNAG проводяться двічі на рік.

## Структура та діяльність NNAG
У складі NNAG існує широка мережа груп 2-го рівня, їх підгруп та робочих груп, які діють на постійній основі:
- Група НАТО з розвитку спроможностей ведення надводної війни (англ. Above Water Warfare Capability Group);
- Група НАТО з розвитку спроможностей ведення підводної війни (англ. Under Water Warfare Capability Group);
- Група НАТО з розвитку спроможностей проектування суден (англ. Ship Design Capability Group);
- Міжвидова група НАТО з розвитку спроможностей безпілотних повітряних систем (англ. Join Capability Group Unmanned Aerial Systems).

Відповідні експертні спільноти, з урахуванням отриманого Альянсом досвіду, аналізують, уточнюють, розробляють та поновлюють стандарти НАТО, сприяють реалізації багатонаціональних проектів, прикладом яких, наприклад, є захист портів.